# فارس السلطان
فارس السلطان (بالألمانية: Faris Al-Sultan) وهو متسابق ثلاثي ألماني من أصل عراقي ولد في يوم 21 يناير 1978 في مدينة ميونخ في ألمانيا وهو الفائز ببطولة العالم لعام 2005 وألتي أقميت في كايلوا-كونا في هاواي في الولايات المتحدة وفارس هو من والد عراقي و أم ألمانية.

## روابط خارجية
- فارس السلطان على موقع اتحاد الترياتلون الدولي (الإنجليزية)
- فارس السلطان على موقع IAT Triathlon Database (الإنجليزية)